# Batalion Wartowniczy SS Nordwest
Batalion Wartowniczy SS „Nordwest” (niem. SS-Wachbataillon "Nordwest") – ochotnicza kolaboracyjna jednostka o charakterze wartowniczym w ramach Waffen-SS złożona z Holendrów podczas II wojny światowej.

## Historia
Batalion powstał 1 stycznia 1942 r. w okupowanej Holandii. Na jego czele stanął SS-Obersturmbannführer Paul A. Helle. Liczył ok. 1200 ludzi. W jego ramach służyli holenderscy kolaboranci w wieku 17-40 lat. Niemcy zaniżyli warunki rekrutacyjne i przyjmowali ochotników w różnym stanie fizycznym. Z reguły Holendrzy chcieli uniknąć obowiązku pracy przymusowej w Rzeszy, czy służby na froncie wschodnim. Batalion składał się z sześciu kompanii. W skład jednej z kompanii wchodzili Ukraińcy (zwani przez Niemców Russen), wycofani z frontu wschodniego. Niemiecka kadra przeszła z kompanii sztabowej miejscowego Dowódcy SS i Policji. Żołnierze Batalionu podlegali przepisom obowiązującym w Waffen-SS i nosili czarne mundury, ale początkowo faktycznie nie wchodzili w jej skład. 
Do zadań Batalionu należało pełnienie służby wartowniczej w strefie zewnętrznej niemieckich obozów koncentracyjnych na obszarze Holandii, podczas gdy wewnętrzny pierścień ochraniało SD. 1 i 2 kompanie służyły w obozie dla internowanych (Polizeiliches Durchgangslager) w Amersfoort, 3 ochraniała obóz z holenderskimi intelektualistami i zakładnikami ze znacznych rodów w St. Michielsgestel, 4 i 5 służyły w obozie koncentracyjnym w Vught, a 6 w Haaren. Batalion miał też ochraniać obóz Westerbork, ale nigdy do tego nie doszło. Jedna z jego kompanii została później przydzielona do garnizonu fortecznego Scheveningen-Clingendael: uzbrojono ją w broń przeciwpancerną i nazwano SS-Panzerjägerkompanie "Nordwest". Służba Batalionu w obozach powodowała, że jej żołnierze często nie wytrzymywali psychicznie i popełniali różne przestępstwa, jak kradzieże, napady, rozboje, opuszczanie służby, dezercje itp. Sytuację jeszcze pogorszyło przeniesienie najlepszych żołnierzy do innych kolaboracyjnych formacji: 170 do Wasserschutzpolizeikommando IJsselmeer, 100 do Landwacht Nederland i 150 do Stützpunkt "Clingendaal". 
Pomiędzy 26 czerwca a 6 września 1944 r. Holendrzy uczestniczyli w mordowaniu więźniów obozu koncentracyjnego w Vught. Po rozpoczęciu przez aliantów operacji Market-Garden 17 września i szybkim zajęciu południowej części Holandii, stacjonujące tam kompanie Batalionu przeniesiono do Amersfoort. Wyższy dowódca SS i policji w Holandii Hans Rauter rozkazał skierowanie Holendrów do walki z alianckimi spadochroniarzami. Batalion w sile ok. 600 ludzi włączono w skład Kampfgruppe von Tettau, która miała zatrzymać wojska alianckie nacierające wzdłuż północnego brzegu Renu. Holendrzy napotkali brytyjski 17 batalion Kings Own Scottish Borderers, broniący Ginkelse Heide, a ponieważ nie byli przeszkoleni pod względem wojskowym, ponieśli bardzo duże straty wynoszące 66% stanu liczebnego. Ponadto wielu żołnierzy Batalionu uciekło jeszcze przed rozpoczęciem walki. Resztki Batalionu weszły następnie w skład Landwacht Nederland, a w listopadzie jego żołnierze zostali włączeni do 84 pułku SS-Freiwilligen-Grenadier-Brigade "Landstorm Nederland".